# Авербах, Иосиф Семёнович
Иосиф Семёнович Авербах (15 апреля 1909, Москва — декабрь 1943) — советский фронтовой кинооператор в годы Великой Отечественной войны.

## Биография
Родился 15 апреля 1909 года в Москве, в семье служащего. Отец до Первой мировой войны был работником прилавка, после Октябрьской революции работал в различных советских учреждениях, с 1930 года работал на Прожекторном заводе в Москве. Мать — домохозяйка (умерла в 1930 году).
Окончил 49-ю школу Сокольнического отдела народного образования в Москве (1925).
Окончил операторский факультет ГИКа (1932).
Ассистент оператора киностудии «Мостехфильм» (апрель 1932).
С 19 ноября 1941 года работал на Центральной объединённой киностудии (ЦОКС) в Алма-Ате.
С декабря 1941 года призван в РККА. Награждён медалью за «За боевые заслуги».
Работал в паре с кинооператором Борисом Эйбергом.
Погиб на Западном фронте при съёмке в десантной бригаде в декабре 1943 года.

## Память
- В Союзе кинематографистов России на мемориальной доске памяти имя Иосифа Авербаха в числе кинематографистов, погибших в годы Великой Отечественной войны.
- На ЦСДФ имя Иосифа Авербаха, в числе 43 погибших на фронтах Великой Отечественной войны при выполнении профессионального долга работников ЦСДФ, было увековечено на мраморной доске памяти.

## Фильмография
- 1937 — В тылу врага (2 серии); оператор
- 1938 — Дело чести (совм. с Сергеем Лебедевым)
- 1938 — Техника лыжного спорта; оператор (совм. с Ф. Богдановским)
- 1938 — Песня молодости
- 1938 — Стахановцы-трактористы; оператор
- 1940 — Лыжник-боец; оператор
- 1940 — Лыжный переход; оператор
- 1940 — Лыжный спорт; оператор (совместно в Ф. Богдановским)
- 1940 — Санитарно-химическая обработка на обмывочном пункте; оператор
- 1940 — Собака на войне; режиссёр Е. Н. Терпилин; операторы: И. С. Авербах, А. И. Мирошников
- 1941 — Станковый пулемет «Максим»; оператор
- 1941 — Техника самоокапывания; оператор
- 1942 — 8-я Гвардейская стрелковая дивизия
- 1943 — Трудности фронта